# Triptyque de Benedetto Portinari
Le triptyque de Benedetto Portinari  est un ensemble de trois volets    peints à l'huile sur panneau de bois de l'artiste flamand Hans Memling. Le  panneau de droite comportant le portrait de  Benedetto Portinari date de 1487 et est conservé au musée des Offices de Florence (avec l'autre panneau latéral représentant saint Benoît), le panneau central (Vierge à l'Enfant) se trouve à la Gemäldegalerie de Berlin.

## Histoire
L'œuvre a été commanditée à Bruges par Benedetto Portinari (1466-1551), conseiller de Charles le Téméraire, qui avait déjà commandé le Triptyque Portinari à Hugo van der Goes et diverses œuvres à Memling. L'ensemble polyptyque a été expédié  à Florence pour décorer l'église Sant'Egidio dans l’hôpital Santa Maria Nuova, patronnée par Portinari.

## Description
Le triptyque comporte une loggia ouverte sur le paysage, avec au centre la Vierge à l'Enfant (Berlin), et sur les côtés Benedetto Portinari en adoration, et Saint Benoît lisant, protecteur du commanditaire.
L'œuvre se distingue par son réalisme et son souci des détails, typiques des peintres flamands. 
Le fond paysager met en œuvre la perspective aérienne, et est parsemé de signes de présence humaine et de jeunes arbres feuillus : les paysages de ce genre ont eu une profonde influence sur Léonard de Vinci, Le Pérugin et les peintres ombriens.
Le portrait de Benedetto Portinari, à droite, n'est pas identifié avec certitude, mais il est très probable, notamment de par la présence de sa devise DE BONO DANS MELIVS sur une étiquette à l'arrière de la toile, représentant une banderole enroulée autour d'un chêne.

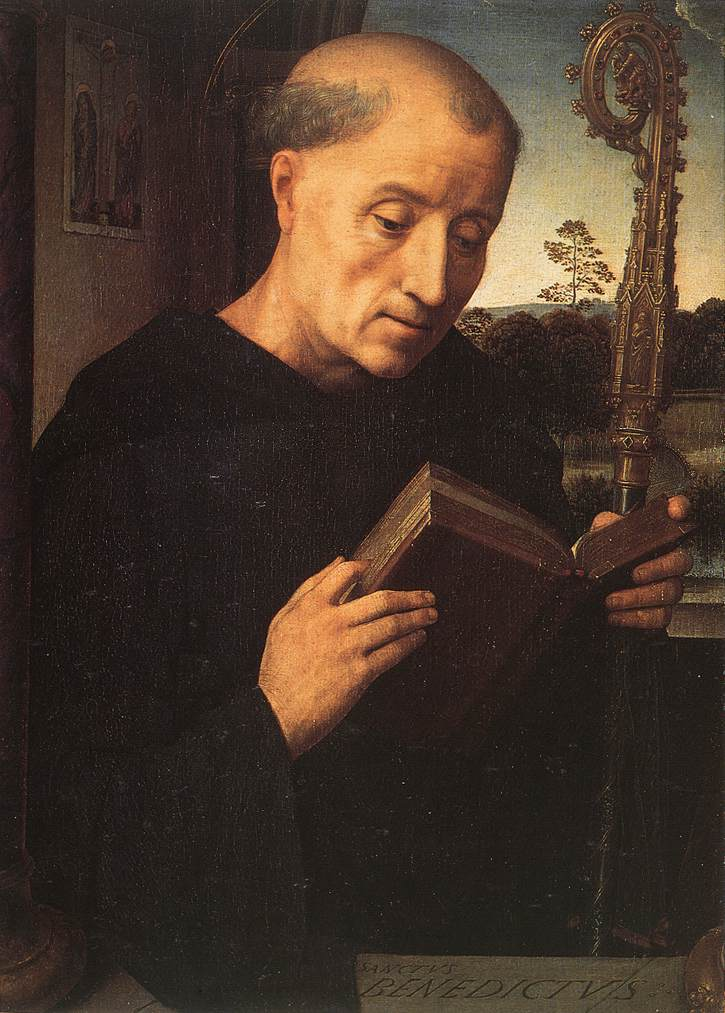
Saint Benoît,  (45,5 × 34,5 cm).
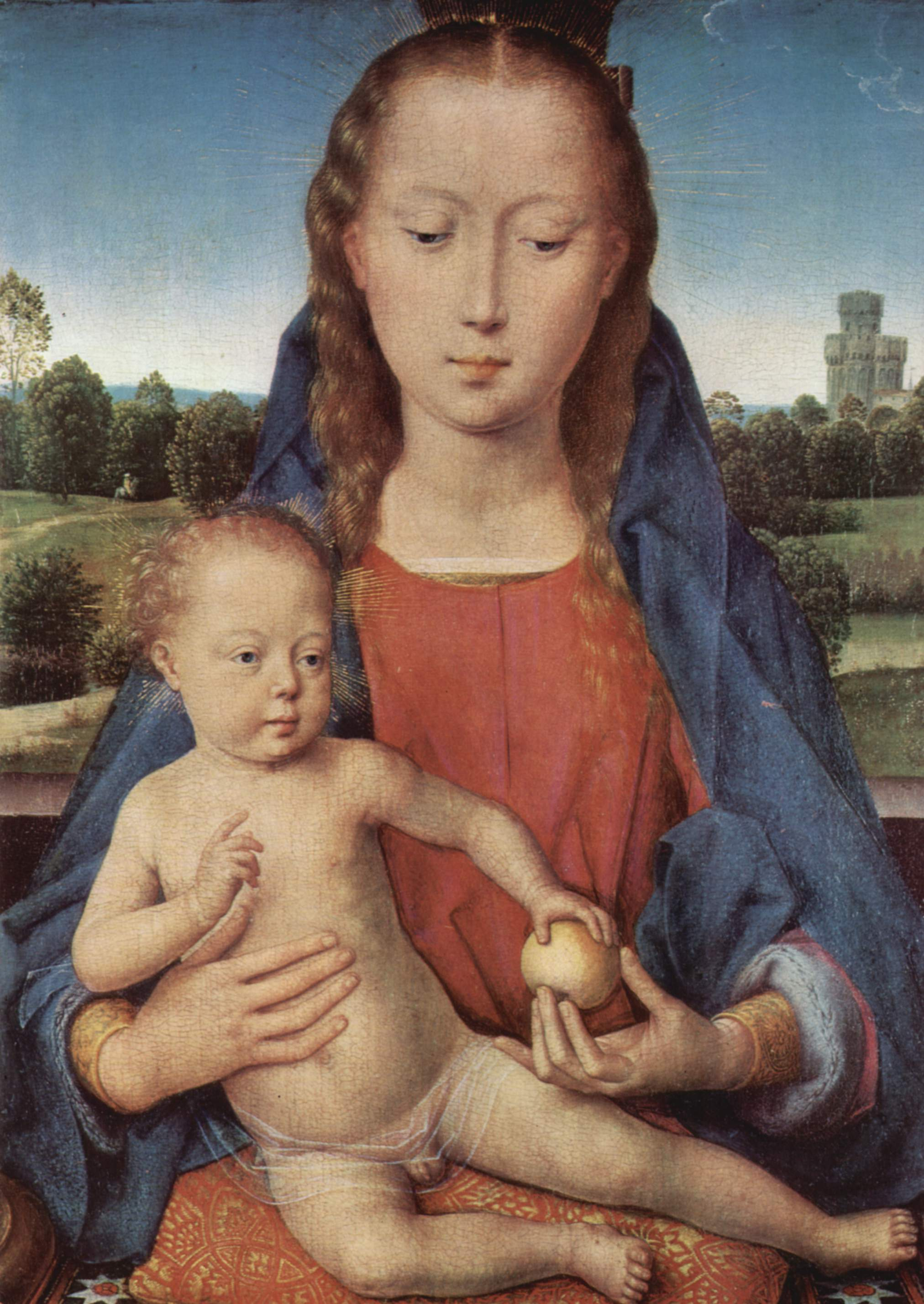
La Vierge et l'Enfant, Berlin (43 × 31 cm).Florence
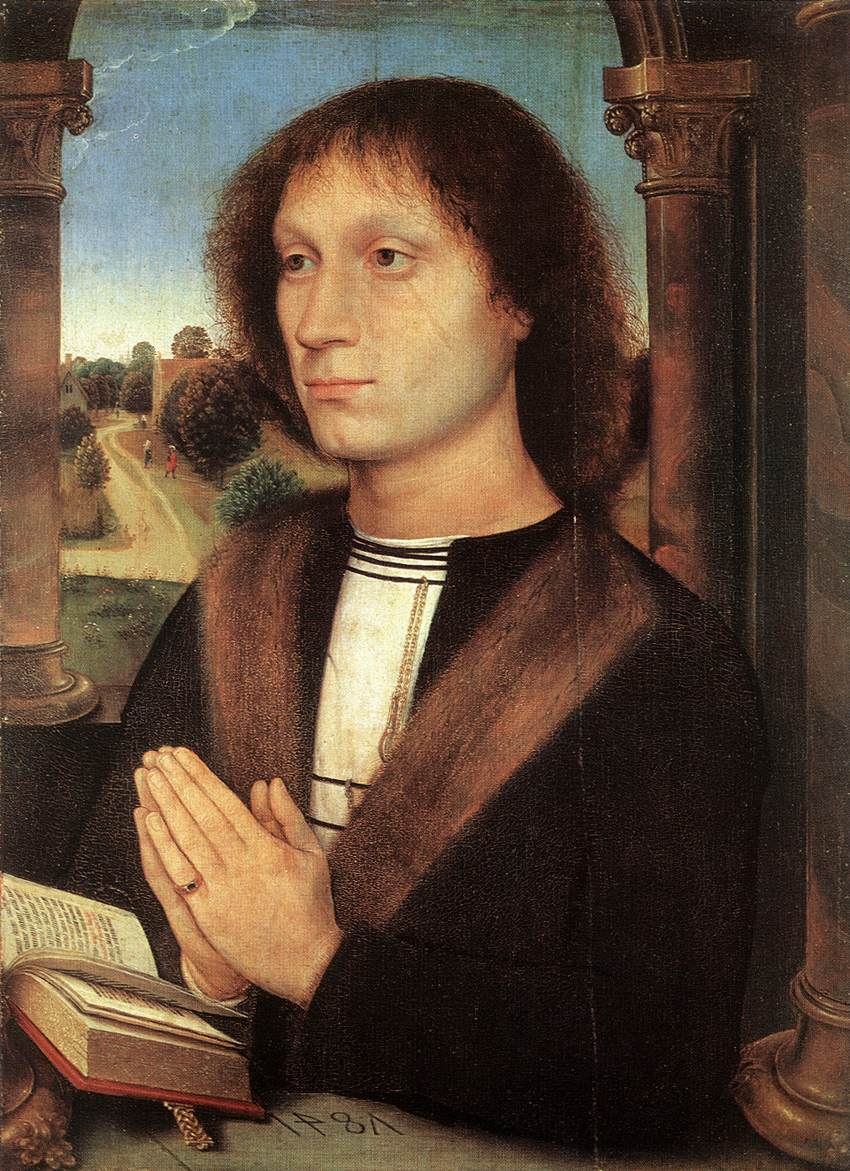
Benedetto Portinari, Florence (45 × 34 cm).